# 신세대 보고 - 어른들은 몰라요의 에피소드 목록 (1996년)
이 문서에서는 대한민국의 방송사 한국방송공사의 제1텔레비전에서 방송된 시추에이션 드라마인 《신세대 보고 - 어른들은 몰라요》의 1996년 에피소드 목록을 나열한다.

## 에피소드 목록
| 회차   | 방송 일자 | 제목                            | 극본                                                                   | 연출 | 출연 | 비고                               |
| ------ | --------- | ------------------------------- | ---------------------------------------------------------------------- | --- | --- | ---------------------------------- |
| 제39회 | 1월 4일   | 꼴찌 선생님                     | 최은숙, 방남숙                                                         | 이동순, 강성철, 황제연                                                                                         | 나영진, 한태희, 조희, 한성진, 김준혁, 최석호, 김희진, 이계영, 김동주, 홍선용, 최명수, 신용규, 강민석, 노영화, 강수영, 서혜운, 오지현, 정영은, 강용석(강지우), 강신호, 최민용                                           |                                    |
| 제40회 | 1월 11일  | 선배 VS 후배                    | 홍진아, 방남숙                                                         | 박찬홍, 강성철, 이동순                                                                                         | 김지은, 강승연, 조주연, 김혜경, 서혜원, 최진애, 유정미, 박건식, 김영주, 정승아, 차승민, 박혜정(박솔미), 이남숙, 이현숙, 박마리                                                                                         |                                    |
| 제41회 | 1월 18일  | 아버지와 아들                   | 홍진아, 방남숙                                                         | 박찬홍, 강성철                                                                                                 | 양동근, 이호재, 한상미, 전원주, 이선호, 배수만, 함석훈, 이영희, 김계현, 배재성, 이현주, 안정언 |                                    |
| 제42회 | 1월 25일  | 친구 따돌리기                   | 이향희, 방남숙                                                         | 김학순, 강성철                                                                                                 | 김혜경, 오주이, 박인선, 최영완, 홍수진, 류혜연, 이초롱, 김동주, 김경희, 최재형, 김지민, 안운호, 김수정 |                                    |
| 제43회 | 2월 1일   | 아이 러브 여선생님              | 홍진아, 방남숙                                                         | 함형진, 강성철                                                                                                 | 오경은, 허민(허정민), 문혁, 최지혁, 한범희, 김민지, 한영숙, 김묘임, 김명중, 최순식 |                                    |
| 제44회 | 2월 8일   | 흔들리는 교실                   | 박찬율, 임선경, 윤민항, 방남숙                                         | 황제연, 강성철                                                                                                 | 김수근, 조명식(조재완), 한태희, 강용석(강지우), 조현철(조성원), 이주호, 최석호, 이희우, 김성실, 설태영, 이금복, 김혜정, 김정, 이성용, 강민석, 이은숙, 장창현, 류성필, 우현수                                           | [ 1 ]                              |
| 제45회 | 2월 15일  | 스키장에서 생긴 일              | 최은숙, 방남숙                                                         | 박찬홍, 강성철                                                                                                 | 서민희, 박수진(이수아), 문미봉, 장미자, 허기호, 이효정, 나성균, 서권순, 이기철, 박소영, 신소민, 조훈휘, 김소영, 최영훈, 윤성민, 권은희                                                                                 |                                    |
| 제46회 | 2월 22일  | 졸업                            | 이향희, 방남숙                                                         | 김학순, 강성철                                                                                                 | 박인선, 박성미, 김수근, 장문, 김유신, 김보경, 박찬임, 이병철, 안운호, 한나, 장정희, 이계영, 현숙희, 정영주, 윤현숙, 유효진, 박근영                                                                                     |                                    |
| 제47회 | 2월 29일  | 20세 고졸무직                   | 홍진아, 방남숙                                                         | 함형진, 강성철                                                                                                 | 김광영, 전태열, 권도경, 김성수, 김준혁, 이성, 김민경, 이선호 |                                    |
| 제48회 | 3월 7일   | 가위손                          | 방남숙, 임선경                                                         | 황제연, 이승원                                                                                                 | 고은아, 김보경, 노지연, 권병길, 신용규, 한유정, 이금복, 조현철(조성원), 오지현, 우다연, 추은주(추자현), 정선혜, 김상엽, 강은정, 유은정, 최은주, 김아름, 이정화, 유수민, 유성민, 송태근                                 |                                    |
| 제49회 | 3월 14일  | 사랑의 묘약                     | 김지우, 홍진아, 홍자람, 유부연, 신종곤, 유진선, 양효진, 임선경, 이수재 | 황제연, 신재국, 김학순, 한철경, 박찬홍, 임기준, 장성환, 김형일, 강성철, 이원군, 이동순, 이문수, 손쾌윤, 윤대작 | 김주영, 김민호, 류혜연, 권은희, 김수근, 차승민, 박미지, 최민용, 최강희, 박성일, 박영숙, 이영재, 이기철, 김주성, 홍보영                                                                                                 |                                    |
| 제50회 | 3월 21일  | 우상과 영웅                     | 양효진, 박남숙                                                         | 김학순 | 박성미, 박인선, 오주이, 김보경, 나성균, 이기철, 이성용, 안운호, 박찬임, 최영완, 이초롱, 천미나, 황윤미(고은채), 호정희, 조재옥, 유효진, 정미현, 신은숙, 이승민, 황경희, 백소영, 김정민                                 |                                    |
| 제51회 | 3월 28일  | 나는 누구인가?                  | 이향희, 방남숙                                                         | 함형진 | 양동근, 최강희, 한성진, 이성훈, 이주호, 강용석(강지우), 김명중, 김홍수, 김경애, 설태형, 최경국, 박아람, 이영희 |                                    |
| 제52회 | 4월 4일   | 10대의 출사표                   | 방남숙, 임선경                                                         | 황제연 | 박진형, 한태희, 조희, 최석호, 이준균, 김준, 이선호, 이승준, 우현수, 최명수, 박칠용, 오성열, 이성웅, 강수영, 이금복, 강민석, 이계영, 김성실, 김홍갑, 최경준, 오선미, 오서운, 고재홍, 윤기병, 한만호                     |                                    |
| 제53회 | 4월 18일  | 별과 도둑                       | 이향희, 방남숙                                                         | 박찬홍 | 노지연, 박미지, 김영희, 김보경, 권은희, 김하균, 함석훈 |                                    |
| 제54회 | 4월 25일  | 언제나 영화처럼                 | 홍진아, 방남숙                                                         | 김학순 | 박인선, 박진형, 오주이, 서혜원, 조희, 권도경, 이승빈, 배도환, 이계영, 장정희, 설태영, 이광기 |                                    |
| 제55회 | 5월 2일   | 친구 이야기                     | 홍진아, 방남숙                                                         | 함형진 | 윤선빈(정수/아역), 강신조(정수/청년), 양동근(영길/아역), 김용준(영길/청년), 최석호(태환/아역), 허맹호(태환/청년), 장훈석(재민/아역), 최순식(재민/청년), 한승필(웅기/아역), 송승용(웅기/청년), 양동재, 지윤환(아역)     | 5월 연속기획 첫번째                |
| 제56회 | 5월 9일   | 사랑할 때와 미워할 때           | 양효진, 방남숙                                                         | 황제연 | 서혜원, 이승원, 박진형, 우다연, 조희, 오선미, 이성용, 김동주, 최민용, 오서운, 김준, 함은정(아역), 김지연(아역), 강민석, 우현수, 이준균                                                                                 | 5월 연속기획 두번째                |
| 제57회 | 5월 16일  | 마지막 수업                     | 이향희, 방남숙                                                         | 박찬홍, 윤대작, 강성철                                                                                         | 김영일, 한태희, 김동완, 이병철, 선동혁, 함석훈, 신세인, 김성희, 문효정, 이성호, 이서호, 고제동 | 5월 연속기획 세번째 스승의 날 특집 |
| 제58회 | 5월 23일  | 가족사진이 있는 풍경            | 방남숙, 임선경                                                         | 김학순 | 김보경, 고가령, 허준혁(허정민), 윤초희, 박칠용, 정혜정, 조민경, 김경민, 박종훈, 이계영, 안운호, 김준희, 황의권, 윤갑수, 고진명, 현숙희, 서혜운, 최정숙                                                                 | 5월 연속기획 네번째                |
| 제59회 | 5월 30일  | 승부                            | 홍진아, 방남숙                                                         | 함형진 | 양동근, 김주영, 이계영, 조성규, 이기해, 최지혁, 윤선빈, 전정로, 손형곤, 이선호 |                                    |
| 제60회 | 6월 6일   | 메이커가 뭐길래?                | 이향희, 방남숙                                                         | 황제연 | 김주미, 이승원, 박진형, 노지연, 전선아, 황은하, 임은진, 한태희, 박민아, 강민석, 이현실, 김동주, 이금복, 서혜운, 정선혜, 안운호, 하지은, 오서운, 김수경, 강세희, 곽경숙, 민미현                                         |                                    |
| 제61회 | 6월 13일  | 블랙리스트                      | 방남숙, 임선경                                                         | 박찬홍, 강성철                                                                                                 | 박미지, 최민용, 박미선, 차승민, 최영완, 서윤경, 문정은, 이기철, 박건식, 최혜원, 이계영, 한성미(한복희), 함석훈, 김일란                                                                                                 |                                    |
| 제62회 | 6월 20일  | 삼총사                          | 홍진아, 방남숙                                                         | 김학순, 강성철                                                                                                 | 오주이, 박성미, 김보경, 권은희, 김정, 박인서, 이경실, 김경응, 강수영, 강민석 |                                    |
| 제63회 | 6월 27일  | 달팽이                          | 이향희, 방남숙                                                         | 함형진, 강성철                                                                                                 | 김수근, 정소영(정은찬), 권순국, 한승필, 한상재, 손형곤, 박윤정, 이상철, 이영재, 신복숙, 최재영, 김민호, 염현희, 허영란, 장훈석, 김성진, 이준오, 김진태                                                                 |                                    |
| 제64회 | 7월 4일   | 이방인                          | 양효진, 양원희                                                         | 황제연, 강성철                                                                                                 | 이승원, 우다연, 한태희, 손미시, 최은주, 최영완, 김수경, 신용규, 이원용, 권병길, 김혜정, 한유정, 이계영, 강민석, 이우석, 김주미, 오선미, 강수영, 최정숙, 이진주, 박현숙, 김민정(민지영), 오유나, 유효진, 조재옥, 김정현 |                                    |
| 제65회 | 7월 11일  | 이별여행                        | 홍진아, 양원희                                                         | 박찬홍, 강성철                                                                                                 | 양동근, 최강희, 서민희, 김준혁, 김홍수 |                                    |
| 제66회 | 7월 18일  | 언니, 내사랑                    | 양원희, 임선경                                                         | 김학순, 강성철                                                                                                 | 김보경, 임미영, 박미영(서린), 이선호, 정나라(신은성), 윤초희, 박인서, 박유승, 민지현, 이휘우, 이승민, 여영옥 |                                    |
| 제67회 | 7월 25일  | 유혹                            | 이향희, 양원희                                                         | 함형진, 강성철                                                                                                 | 양동근, 김수근, 이현실, 오혜경, 김명중, 안성헌, 이재식, 전정로, 김용준, 최은주, 이응준 |                                    |
| 제68회 | 8월 1일   | 여름 이야기                     | 양효진, 양원희                                                         | 황제연, 강성철                                                                                                 | 곽유림, 이혜근, 임은진, 노지연, 박진형, 정기성, 최정숙, 최은숙, 이차용, 조동훈, 이준균, 우현수, 남재욱, 조영, 강보경, 배영미, 고성흠                                                                                   |                                    |
| 제69회 | 8월 8일   | 위험한 장난                     | 이향희, 양원희                                                         | 박찬홍, 강성철                                                                                                 | 곽유림, 이재식, 차승민, 김준혁, 정호범, 서민희, 박미선, 이지연, 유정미, 조훈희 |                                    |
| 제70회 | 8월 22일  | 엄마의 자리                     | 양원희, 임선경                                                         | 김학순, 강성철                                                                                                 | 김혜경, 김동주, 김호영, 박진형, 오주이, 이계영, 한범희, 이현실, 황영호 |                                    |
| 제71회 | 8월 29일  | 멋진 남자가 되는 것에 관하여    | 양효진, 양원희                                                         | 함형진, 강성철                                                                                                 | 김상엽, 이혜련(허윤), 한승필, 최지혁, 김성희, 김성근, 정하진, 김은수, 김정훈, 허충호, 이은희, 김지영, 이태희 |                                    |
| 제72회 | 9월 5일   | 사랑이 흔들릴 때                | 허현미, 양원희                                                         | 황제연, 강성철                                                                                                 | 한태희, 우다연, 이성용, 이금복, 김혜옥, 황영호, 박칠용, 신용규, 박현정, 최기훈, 박근영, 강보경, 양은주, 이윤경 |                                    |
| 제73회 | 9월 12일  | 대포들의 행진                   | 이향희, 양원희                                                         | 박찬홍, 강성철                                                                                                 | 양동근, 강동윤, 안승철, 김리나, 이기철, 권병길, 함석훈, 이성웅, 안성헌, 한성진, 현숙희, 이계영, 하상길, 박정환 |                                    |
| 제74회 | 9월 19일  | 무서운 아이들                   | 임선경, 양원희                                                         | 김학순, 강성철                                                                                                 | 임미영, 김영희, 박유정, 채민희(채은재), 김희진, 양재원, 박인서, 곽경숙, 장수정, 염현희, 엄지현, 박종훈 |                                    |
| 제75회 | 10월 3일  | 반쪽의 사랑                     | 이향희, 양원희                                                         | 함형진, 강성철                                                                                                 | 오주이, 황준욱, 서혜원, 박찬임, 박현심, 민경조, 김형동, 김지영, 최화영 |                                    |
| 제76회 | 10월 10일 | 프리마돈나를 위하여             | 이향희, 양원희                                                         | 함형진, 강성철                                                                                                 | 이채림, 유효진, 우다연, 오지영, 남윤정, 정운용, 김동주, 강민석, 오유나, 변원희, 한지운, 김순희, 이차용, 이혜진, 박현숙, 염현희, 류지은, 천미나, 배미현, 유경하, 이지영, 한미주, 김주영                                 |                                    |
| 제77회 | 10월 24일 | 세상에 던져지다                 | 양원희, 임선경                                                         | 박찬홍 | 양동근, 최민용, 오유나, 한성진, 최정일, 이계용, 최문항, 박상만, 장영주 |                                    |
| 제78회 | 11월 7일  | 공주병, 스타병                  | 이향희, 양원희                                                         | 김학순, 강성철                                                                                                 | 이혜련(허윤), 우다연, 박소정(고은영), 박찬임, 윤초희, 이기철, 이성용, 박유승, 여영옥 |                                    |
| 제79회 | 11월 14일 | 하늘 위의 교실                  | 홍자람, 양원희                                                         | 박찬홍, 강성철                                                                                                 | 박소정(고은영), 박성미, 정호범, 이지연, 천미나, 김영희, 이성웅, 나성균, 김하균, 김민경, 차승민, 조민경, 김은경, 원효림                                                                                                 |                                    |
| 제80회 | 11월 21일 | 중독된 아이들                   | 이향희, 양원희                                                         | 함형진, 강성철                                                                                                 | 안승철, 최석호, 최정민, 김혜정, 송승용, 황영호, 서현기, 김인수, 임미영, 양재원, 강민석, 신용규, 박혜리, 김선, 권오균, 조동훈, 김윤미, 오은영(아주대학교병원)                                                           |                                    |
| 제81회 | 11월 28일 | 소리없는 공포                   | 이수재, 양원희                                                         | 김학순, 강성철                                                                                                 | 김상엽, 오태경, 한성진, 최지혁, 김주성, 김준규, 김영득(김영민), 박칠용, 김동주, 이계영, 강신조, 배성진, 한일권, 강민수                                                                                                 |                                    |
| 제82회 | 12월 5일  | 누가 미니 원피스를 입을 것인가? | 이향희, 양원희                                                         | 황제연, 강성철                                                                                                 | 정현옥, 정나라(신은성), 임은진, 전해림(하지원), 박진형, 허충호, 이성용, 신용규, 노현희, 김지훈, 유채리, 김유진, 이양완, 김지연, 조윤희, 홍영기, 이건호, 김진순, 김선영, 이영란                                         |                                    |
| 제83회 | 12월 12일 | 둘이 부르는 노래                | 이향희, 양원희                                                         | 함형진, 강성철                                                                                                 | 박소정(고은영), 채민희(채은재), 정순례, 박성미, 임미영, 최영, 이금복, 김혜정, 박유승, 주수정 |                                    |
| 제84회 | 12월 19일 | 함께                            | 홍자람, 양원희                                                         | 신재국, 강성철                                                                                                 | 양동근, 정진강, 이정욱, 박성욱, 김효진, 이기철, 이근우, 안재모, 안승철, 이서호 |                                    |
| 제85회 | 12월 26일 | 짝짝이 사랑                     | 이수재, 양원희                                                         | 박찬홍, 강성철                                                                                                 | 정현옥, 황윤미(고은채), 이양완, 권은희, 이남숙, 이상숙, 나영진, 차영옥, 이영미 |                                    |

## 편성 변경
- 4월 11일: 제15대 국회의원 선거 개표방송으로 인해 방송일이 1주일 연기되었다.
- 8월 15일: 광복절 특집 《감동 음악회》의 편성으로 인해 방송일이 1주일 연기되었다.
- 9월 26일: 추석 맞이 《열린음악회》의 편성으로 인해 방송일이 1주일 연기되었다.
- 10월 10일부터 11월 7일까지 아래 사유로 인해 격주 편성되었다. 
  - 10월 17일: KBO 리그 한국시리즈 제2차전 중계방송이 편성됨에 따라 방송일이 1주일 연기되었다.
  - 10월 31일: 아시아 청소년 축구 결승전 중계방송 시간이 4시간 앞당겨짐(오후 11시 30분에서 7시 30분으로 변경.)에 따라 방송일이 1주일 연기되었다.